# Stig Gorthon

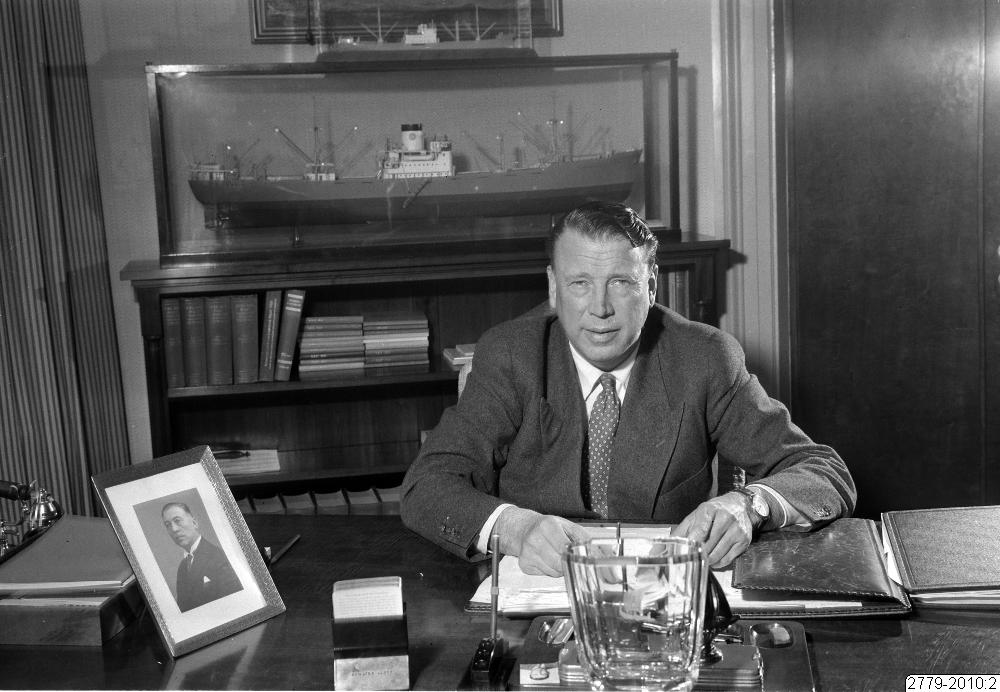
Stig Gorthon, fotograferad 1954.

Nils Stig Gorthon, född 26 november 1905 i Helsingborg, död 14 april 1988 i Helsingborg, var en svensk skeppsredare och moderat politiker.
Gorthon tog studentexamen 1924 och blev juris kandidat 1929. Stig Gorthon var son till redaren Johan E. Gorthon och han fick ledande ställning i de rederiföretag som fadern ägde och som senare fusionerades till Gorthons Rederier AB.
Gorthon var ledamot av riksdagens första kammare 1961-1964, invald i Malmöhus län med Malmö stad valkrets.

## Utmärkelser
- Kommendör av första klassen av Vasaorden, 6 juni 1973.[1]